# Conan van Cimmerië
Conan van Cimmerië (Engels: Conan of Cimmeria) is een fantasy-verhalenbundel van de Amerikaanse schrijvers Robert E. Howard, Lyon Sprague de Camp en Lin Carter.

## Samenvatting
Conan van Cimmerië is het tweede boek over Conan de Barbaar en bevat acht verhalen over Conans zwerftochten. De verhalen werden geschreven door Howard, L. Sprague de Camp en Lin Carter.

### De vloek van de monoliet
(Engels: The Curse of the Monolith, door L. Sprague de Camp en Lin Carter)
Conan is nog steeds in dienst van koning Yildiz van Turan. (zie de verhalen De hand van Nergal en De stad met de doodshoofden) Tijdens een nachtelijke rustpauze op de terugtocht van een reis naar het verre koninkrijkje Kusan wordt Conan door de Khitaanse Hertog Feng in de val gelokt. Met de belofte van goud en juwelen lokt hij de barbaar uit het kampement naar een hoge zuil, die magnetisch blijkt te zijn. Door zijn stalen maliënkolder en wapenuitrusting wordt hij tegen de zuil aangetrokken. Feng steelt het vredesverdrag tussen Turan en Kusan, dat Conan terug naar koning Yildiz moest brengen. Zijn Gouden Fazant partij is namelijk tegen buitenlandse inmenging in Kusan. Feng roept met een fluit een pulserende, levende gelei-massa op, die zich boven op de zuil bevindt en nu langzaam naar beneden glibbert. Net op tijd kan Conan de leren riem van zijn pantserhemd breken. Hij werpt Feng tegen de zuil aan, waar deze door de gelei wordt verteerd. Conan gaat terug naar het kamp en trekt met zijn soldaten verder.

### De bloedbevlekte god
(The Bloodstained God, door Robert E. Howard en L. Sprague de Camp)
In de stad Arenjun redt Conan een Kezankische gevangene van een stel boeven die hem aan het martelen waren. Bij zijn vlucht wordt Conan geraakt en valt bewusteloos neer. Hij wordt gered door de Iranistaniaan Sassan. Beiden zijn, net als de boeven, op zoek naar een fabelachtige schat in de Kezankische bergen. Ze gaan de anderen achterna en lopen in dezelfde Kezankische val waarin ook hun mededingers zijn gelopen. Noodgedwongen vechten ze nu samen tegen de wraaklustige Kezankiërs. Alleen Conan, Sassan en Zyras, de bandietenleider overleven het gevecht. De drie trekken samen verder op zoek naar de schat. Bij de ingang van de schatkamer vindt Sassan de dood, en eenmaal binnen ontdekken ze een manshoog gouden beeld, ingezet met talloze robijnen. Hier probeert Zyras Conan te vermoorden, maar hij wordt zelf door de barbaar gedood. Dan komen twee Kezankiërs met bogen binnen. Een van hen herkent Conan als degene die hem gered heeft in Arenjun. Hij wil daarop zijn leider ervan weerhouden Conan te doden en wordt hierbij zelf doodgeschoten. Op dat moment komt het gouden beeld tot leven en het gooit de Kezankiër in een afgrond. Conan smijt het beeld een zware troon in de rug en ook het beeld valt over de rand.

### De dochter van de ijsreus
(The Frost Giant's Daughter, door Robert E. Howard)
In het noordelijke Nordheim vecht Conan tegen Heimdul. Ze zijn de twee laatst overgebleven krijgers van een gevecht tussen troepen van Wanaheim en Asgard. Conan wordt gewond door Heimdul, maar weet de laatste krijger van Wanaheim met een laatste krachtsinspanning door het hart te steken. Uitgeput en half verblind zinkt hij neer in de sneeuw, waarna een vreemde lach in zijn verdoofde geest dringt. Hij kijkt op en ziet een slecht in een ragfijne sluier gewikkelde, lelieblanke vrouw met elfengouden lokken en regenboog-ogen. Spottend lokt ze hem verder en verder naar het noorden, totdat twee geweldige gestalten voor hem oprijzen. Het meisje roept haar broers aan om Conans hart uit zijn lijf te snijden en het voor hun vader op tafel te leggen. De door de lange achtervolging dolgeworden Conan rekent met de broers af en gaat opnieuw achter het meisje aan, dat nu niet meer lacht, maar vol angst van hem wegvlucht. De barbaar heeft een groter uithoudingsvermogen dan het meisje en hij weet haar te vangen. Haar lijf is zo koud als ijs en na een stel brandende kussen van Conan weet ze zich los te wringen. Conan blijft achter met haar sluier, terwijl het naakte meisje haar vader, de ijsgod Ymir, aanroept om haar te redden; met een blauwe vlam verdwijnt ze. Conan zakt uitgeput in elkaar en wordt gevonden door de reservetroepen van Asgard. Hij vertelt over de vrouw en een oudere soldaat roept uit dat het meisje Atali moet zijn geweest, de dochter van de ijsreus Ymir. De anderen denken allemaal dat Conan gedroomd heeft, maar dan merken ze de sluier op, die hij nog steeds in zijn linkerhand houdt: een ragfijne stof die nooit door mensen kon worden gesponnen...

### Het hol van de vampierslang
(The lair of the ice wurm, door L. Sprague de Camp en Lin Carter)
Na zijn avonturen in Nordheim is Conan weer op weg naar het zuiden. In de Eiglophische bergen redt hij op de Sneeuwduivelgletsjer een meisje van een groep bergmensen. Hierbij wordt Conans paard gedood. Het meisje zegt dat ze Ilga heet en dat ze met een groep op weg was naar het Hyperboriaanse stadje Sigtona. Ze werden overvallen door de kannibalistische bergbewoners en alle anderen werden gedood. Conan besluit in een holte in de gletsjer te overnachten, maar het meisje wil niet mee en wordt hysterisch. Conan weet dat ze op de gletsjer de koude nacht niet zullen overleven, dus slaat hij haar bewusteloos en draagt haar de holte in. Ilga komt weer bij en fluistert angstig almaar het woord "Yakhmar". Om haar wat af te leiden begint Conan haar te strelen en al snel antwoordt ze met hartstochtelijke liefkozingen. Daarna valt de barbaar in slaap, maar wordt dan ineens wakker. Het meisje blijkt te zijn verdwenen, hoewel haar kleding er nog ligt. Conan vindt geen spoor van een worsteling en buiten in de sneeuw ook geen voetsporen. Wel ontdekt hij een kronkelig spoor, dat hij volgt. Verderop vindt hij de aangevreten en diepbevroren overblijfselen van het meisje. Hij weet dat dit alleen het werk kan zijn van een Remora, een ijzige slang die kou uitstraalt. Hij bereidt zich voor en dan volgt hij het spoor, dat naar een ijsgrot in een gletsjer voert. Hier komt hij tegenover de Remora te staan en wordt duidelijk wat zijn eerder uitgevoerde voorbereidselen waren: hij heeft zijn bijl in zijn metalen helm vol met gloeiende stukken houtskool gepropt en nu slingert hij deze snel rond, totdat de slinger witheet is. Dan pakt hij de withete bijl uit de helm en gooit deze in de bek van de slang. De helm gooit hij erachteraan. Hij rent de gletsjer uit, waaruit gloeiende stoomwolken spuiten totdat de gletsjer ten slotte uit elkaar knalt.

### De koningin van de zwarte kust

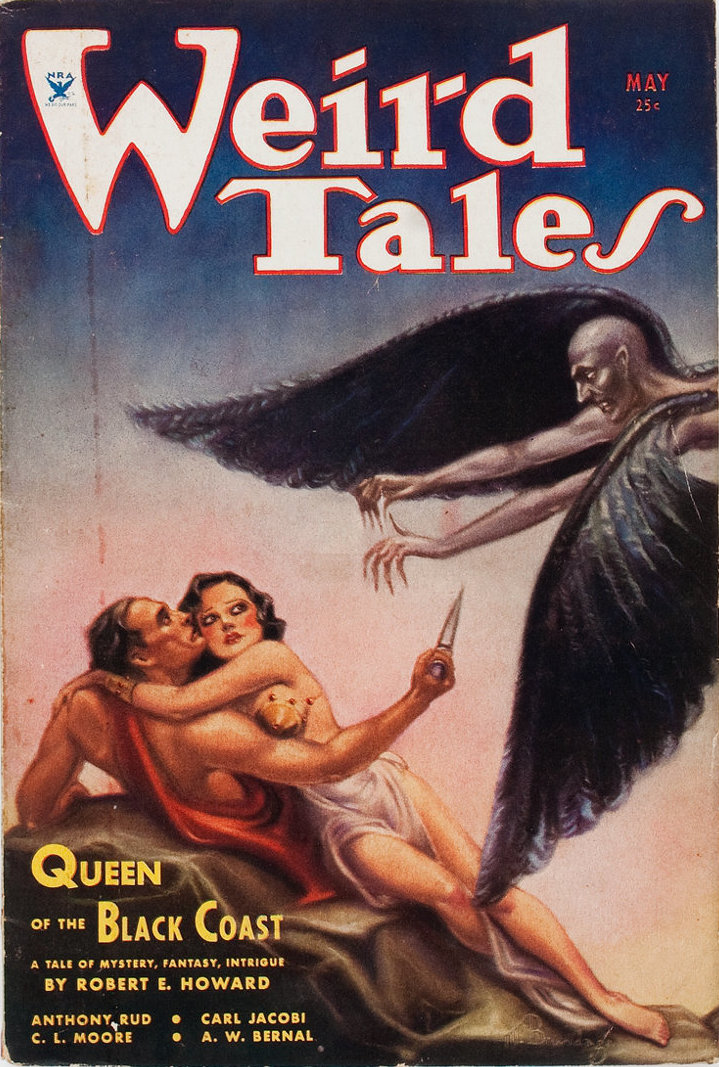
Weird Tales; Queen of the Black Coast, een van Robert E. Howards originele verhalen over Conan de Barbaar, mei 1934

(Queen of the Black Coast, door Robert E. Howard - 1934)
Op de vlucht voor de paleiswacht, nadat hij een rechter uit Argos die hem beledigde de schedel had gekloofd, komt Conan aan boord van een schip op weg naar Kush. Het handelsschip wordt geënterd door de Tijgerin, het schip van de pirate Bêlit, de koningin van de zwarte kust. Alle bemanningsleden worden afgeslacht totdat alleen Conan nog over is. Hij komt tegenover Bêlit te staan en meteen slaat de vonk tussen hen over. Ze verklaart hem de liefde en zegt dat haar liefde voor hem zelfs de dood ontstijgt. Ze gaan op weg naar de dode rivier Zarkheba, waaraan een verlaten stad vol schatten zou liggen. Ze vinden de stad en een tombe vol onvoorstelbare rijkdommen. Ondertussen heeft een duister aapachtig wezen hun watervoorraad vernield. Conan gaat met een groep piraten het oerwoud in op zoek naar water. Conan raakt bewusteloos door de bedwelmende zwarte Lotusbloemen. Na een vreemde droom ontwaakt hij en vindt de piraten afgeslacht. Hij keert terug naar de Tijgerin waar iedereen dood is, ook zijn geliefde Bêlit. Conan gaat naar de stad en wacht op het monster. Nadat hij heeft afgerekend met diens beesten, staan het monster en Conan tegenover elkaar. Net voordat het onwezen Conan kan doden, verschijnt Bêlit tussen hen in, net lang genoeg voor Conan om het onmenselijke gedrocht in tweeën te hakken. Bêlits korte terugkeer uit de dood heeft haar geliefde gered. Conan steekt de Tijgerin, met Bêlits lichaam aan boord, in brand en duwt het schip de rivier op, naar de zee.

### Het dal der verloren vrouwen
(The vale of the Lost Women, door Robert E. Howard)
Conan redt met zijn Bamoela-krijgers de Ophirische Livia uit de handen van Bajujh, de koning van Bakalah. Maar nadat Conan heeft afgerekend met de Bakalahs vlucht Livia angstig weg. Ze komt terecht in het dal der verloren vrouwen en wordt gevangen door slanke bruine vrouwen met bloemen in het haar. Een van de vrouwen kust haar en haar kracht verlaat haar, waarna de vrouwen haar op een altaar leggen. Een zwartgevleugeld wezen daalt neer, maar dan komt Conan tussenbeide. Hij jaagt het ding op de vlucht en belooft Livia dat hij haar terug naar Ophir zal laten brengen.

### De citadel van de angst
(The Castle of Terror, door L. Sprague de Camp en Lin Carter)
Na een jaar de koning van de Bamoela stam te zijn geweest, had hij zich het ongenoegen van de sjamanen op de hals gehaald. Nadat hij de hogepriester die hem wilde laten villen had gedood moest hij vluchten. Op weg naar Kush wordt hij achtervolgd door een stel leeuwen, maar net voordat ze hem te pakken krijgen geven de beesten de achtervolging op. Conan ziet dat hij op dorre grond staat, een raadselachtige kring des doods. Wanneer hij verder loopt doemt in de duisternis een gigantisch zwart gebouw op, het grootste gebouw dat hij ooit heeft gezien. Het blijkt een oeroud gebouw van voor het Cataclysme te zijn, dat waarschijnlijk aan het boosaardige verdwenen slangenvolk van Valusië heeft toebehoord. Uiteindelijk valt hij in slaap en schaduwwolk begint zich te vormen. Maar voordat de schim voldoende gematerialiseerd is, komt een verdwaalde groep Stygiërs het gebouw binnen. De schimmen concentreren zich op de nieuwkomers en groeien uit tot een vreselijk gedrocht. Terwijl de Stygiërs worden afgeslacht door het onkwetsbare wezen, vlucht Conan weg uit de kring des doods.

### De muil in het duister
(The Snout in the Dark, door Robert E. Howard, L. Sprague de Camp en Lin Carter - 1969)
Conan redt in de stad Meroê Tanandra, de koningin van Kush uit de handen van een opstandige meute. Ze stelt hem aan als hoofd van de koninklijke wacht. Hij weet een monster dat de stad al maanden terroriseerde te verslaan. Het beest kan nog net naar z'n meester, de tovenaar Muru te strompelen voordat het sterft. De woedende bevolking scheurt hem en zijn meester, edelman Thutmes aan stukken, waarna een algemene opstand uitbreekt. De wacht kiest de zijde van het volk en ook de koningin wordt gedood. Conan en Diana, een slavin die hij heeft gered van Tanadra, ontvluchten de stad en gaan op weg naar Stygië.

## Trivia
- In het verhaal De koningin van de zwarte kust komt Bêlit terug uit de dood om haar geliefde Conan te redden: dit element komt terug in de film Conan the Barbarian, waar Valeria hetzelfde doet.